# Suvremena komercijalna glazba
Suvremena komercijalna glazba (eng. contemporary commercial music, ili CCM), izraz kojim se služe neki vokalni pedagozi u SAD za neklasičnu glazbu. Obuhvaća jazz, pop, blues, soul, country, tradicionalnu glazbu ("folk") i rock.